# Afonso de Albuquerque (corveta)
A Afonso de Albuquerque foi uma corveta portuguesa. O navio foi construído nos estaleiros The Thames Iron Works, em Blackwall, Inglaterra, tendo a corveta sido lançada à água a 9 de julho de 1884. Largou para Portugal a 23 de outubro de 1884, e ainda nesse ano, saiu para a Divisão Naval de Angola. Em 1893 desempenhou uma comissão ao Brasil e em 1894 deu asilo a Saldanha da Gama e seus companheiros de revolta. A 25 de outubro de 1902 largou de Lisboa para a Divisão Naval de Angola para cumprir aquela que seria a sua última e mais prolongada comissão.